# Windows Odyssey
Odyssey a fost numele de cod al unei versiuni a sistemului de operare Windows care a fost în stadii incipiente de dezvoltare în 1999.
La începutul anului 2000, Microsoft a unit echipa de lucru de la Odyssey cu cea de la Windows Neptune care era în curs de dezvoltare, care avea la bază sistemul de operare Windows 2000.  Echipa combinată a lucrat la un nou proiect cu numele de cod Whistler, care a fost lansat mai târziu ca Windows XP.